# Leszno
Leszno (uttal: /ˈlɛʃnɔ/ (fil), tyska: Lissa eller Polnisch Lissa) är en stad i västra Polen, belägen i Storpolens vojvodskap, omkring 70 km sydväst om Poznań. Staden har 64 589 invånare (dec 2013) och är administrativt en stadskommun med egen powiatstatus.

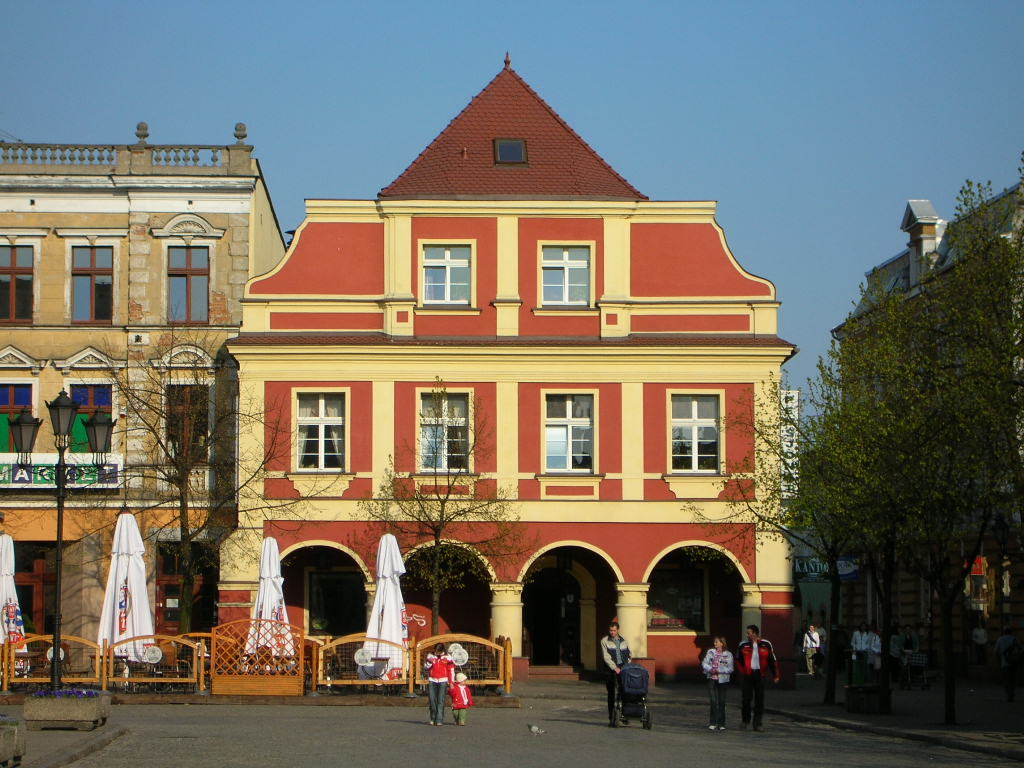
Zabytkowa kamieniczka Wieniawa

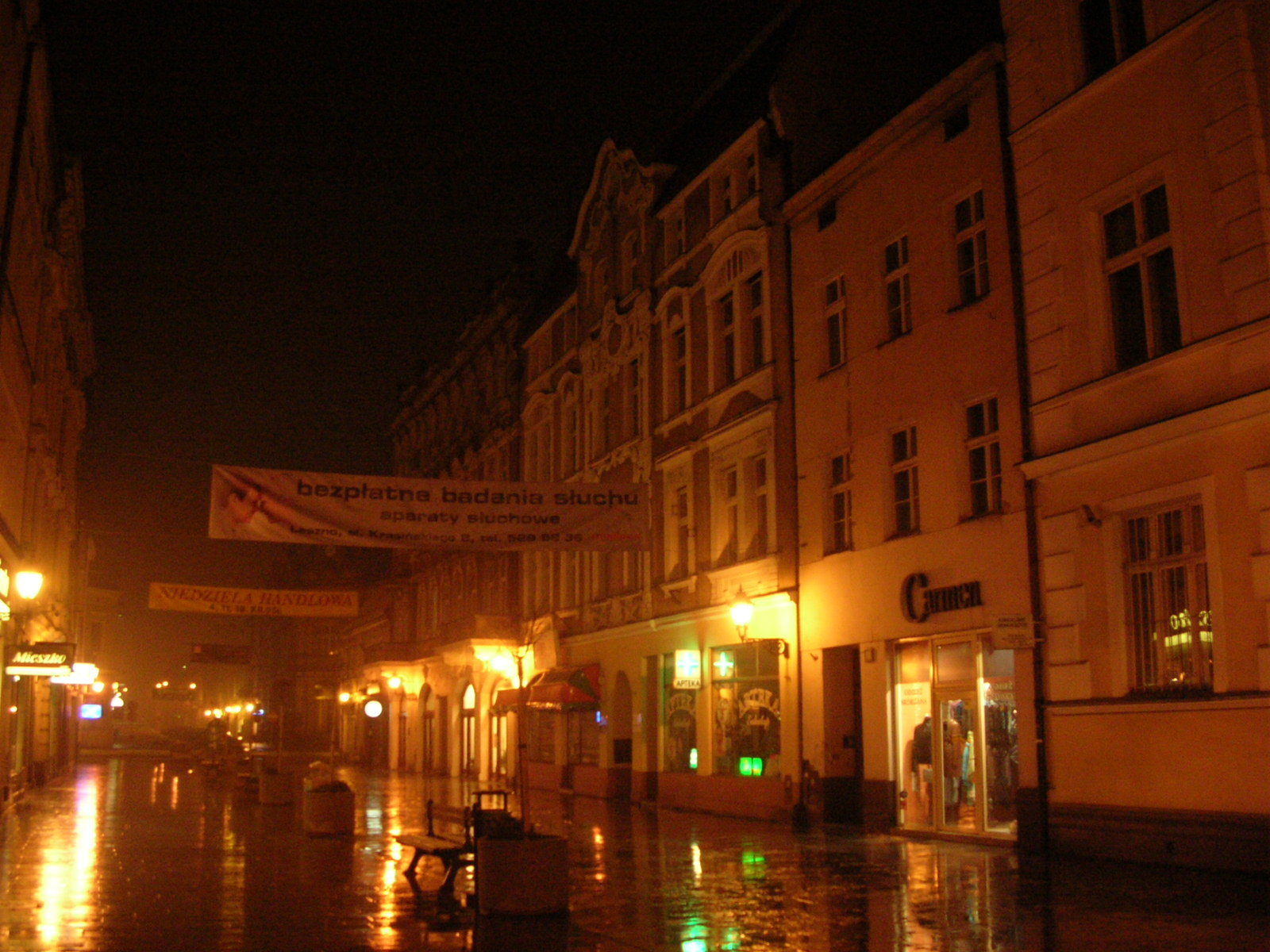
Słowiańska nocą

## Administrativ indelning
Staden indelas i följande stadsdelar (namn under tyskt styre inom parentes).
- Centrum (Stadtmitte)
- Gronowo (Grune)
- Grzybowo (Pilzvorwerk)
- Leszczynko (Wolfsruhm)
- Nowe Miasto (Antonshof)
- Podwale
- Przylesie (Schießwerder)
- Zaborowo (Zaborowo)
- Zatorze (Feuersche Ziegelei)

## Historia
Orten omnämns första gången i ett dokument daterat 1393, men uppstod troligen redan på 1200-talet. Den tillhörde från medeltiden fram till 1738 den polska högadliga släkten Leszczyńskis domäner i Storpolen. 
Leszno var från 1500-talets mitt ett av de Böhmiska brödernas huvudtillhåll med en berömd läroanstalt, vid vilken bland andra den kände pedagogen Johan Amos Comenius verkade. Staden tog emot många flyktingar under trettioåriga kriget och växte kraftigt under denna tid.
1793 tillföll staden Preussen i Polens andra delning och var under 1800-talet huvudsakligen känd under det tyska namnet Lissa. I början av 1900-talet var staden känd för tillverkning av maskiner, järnmöbler, sprit och tobaksvaror.
I Versaillesfreden 1919 tillföll staden Polen. Under andra världskriget var staden 1939-1945 ockuperad av Nazityskland.
År 1975-1999 var staden residensstad i Lesznos vojvodskap, som upplöstes 1999 då staden förlorade denna status till Poznań och blev del av Storpolens vojvodskap.

## Kultur och sevärdheter

### Idrott
Speedwayföreningen Unia Leszno, som kör i polska ligans högsta division och vunnit ligan 13 gånger, senast 2010, har sin hemvist på Alfred Smoczyk-stadion i Leszno.

## Kommunikationer
Staden ligger mellan Wrocław (90 km åt sydväst) och Poznań (70 km åt nordost), med goda förbindelser till båda städerna med järnväg (PKP).
De nationella vägarna DK5 (Europaväg 261, Świecie – Lubawka) samt DK12 (Łęknica – Berdyszcze) passerar genom staden. 

## Kända personer
- Ottomar Anschütz (1846-1907), fotograf.
- Leo Baeck (1873–1956), liberal rabbin.
- Paul Cinquevalli (1859-1918), jonglör.
- Renata Dancewicz (född 1969), skådespelerska.
- Ludwig Kalisch (1814-1882), författare.
- Peter Lindbergh (född Peter Brodbeck 1944), fotograf.
- Albert Moll (1862-1939), psykiater och sexualvetare.
- Mateusz Mróz (född 1980), tävlingscyklist.
- Otto Willmann (1836-1920), filosof och pedagog.

## Vänorter
- Batouri, Kamerun
- Deurne, Nederländerna
- Montluçon, Frankrike
- St. Pölten, Österrike
- Suhl,  Tyskland